# Сражение при Апбак
Сражение при Апбаке — сражение между южновьетнамской армией и силами НФОЮВ, произошедшее в 1963 году. Наиболее известное сражение раннего этапа гражданской войны во Вьетнаме.

## Предпосылки
Деревня Апбак (вьет. Ấp Bắc) находилась в дельте Меконга юго-западнее Сайгона. В декабре 1962 года командованию Армии Республики Вьетнам стало известно, что возле Апбак в деревне Аптантхой находится радиопередатчик НФОЮВ. Было принято решение провести рейд в этом районе силами южновьетнамской 7-й пехотной дивизии.
Согласно плану, деревня Апбак должна была быть окружена с трёх сторон: три пехотные роты 11-го полка 7-й дивизии должны были наступать с севера; два батальона «территориальных сил» — с юга; 4-я механизированная рота (13 бронетранспортеров M113) при поддержке роты пехоты и артиллерии — с юго-запада. Район к востоку от деревни намеренно был оставлен неприкрытым, чтобы заставить партизан отступить в этом направлении, где на открытой местности они бы понесли большие потери от южновьетнамской авиации. Однако силы НФОЮВ в деревне были недооценены (считалось, что там находилась рота, в действительности же — батальон).

## Сражение
Операция началась утром 2 января 1963 года. Высаживавшийся севернее Апбака вертолётный десант попал под сильный огонь противника, и 5 вертолётов из 15 было потеряно. Партизанам удалось остановить продвижение южновьетнамских сил южнее деревни и отразить атаку бронетранспортёров M113 с западного направления. Нерешительность южновьетнамских командиров, вызванная панической боязнью потерь, а также их низкие командные качества, все это в комплексе стало решающим фактором в провале наступления на деревню. К концу дня силы НФОЮВ успешно отошли из Апбак.
Потери южновьетнамской армии составили 80 военнослужащих убитыми и около 100 ранеными; потери США — 3 военнослужащих убитыми (пилоты вертолётов и военный советник) и 8 ранеными; партизаны потеряли 18 человек убитыми и 39 ранеными.
Несмотря на значительное превосходство Армии Республики Вьетнам в живой силе и полное — в технике, бой был проигран. Сражение при Апбак стало важным событием раннего этапа Вьетнамской войны. Это был первый случай, когда силы НФОЮВ успешно противостояли правительственной армии в открытом бою.